# Карму-ду-Риу-Клару
Карму-ду-Риу-Клару (порт. Carmo do Rio Claro) — муниципалитет в Бразилии, входит в штат Минас-Жерайс. Составная часть мезорегиона Юг и юго-запад штата Минас-Жерайс. Входит в экономико-статистический микрорегион Алфенас. Население составляет 19 480 человек на 2007 год. Занимает площадь 1064,790 км². Плотность населения — 20,1 чел./км².

## История
Город основан 5 ноября 1877 года. 

## Статистика
- Валовой внутренний продукт на 2003 год составляет 93 066 030,00 реалов (данные: Бразильский институт географии и статистики).
- Валовой внутренний продукт на душу населения на 2003 год составляет 4509,67 реалов (данные: Бразильский институт географии и статистики).
- Индекс развития человеческого потенциала на 2000 год составляет 0,772 (данные: Программа развития ООН).